# Muhammad (sura)
Muhammad (Maometto) è la quarantasettesima Sura del Corano, una sura meccana composta da 38 versetti. Il nome della sura si riferisce al Profeta Maometto, il messaggero dell'Islam, menzionato nel primo verso. Questa sura tratta vari temi, inclusi la fede, la guerra santa (jihad), la sottomissione a Allah e l'esempio del Profeta Muhammad come guida.

## Contenuto

### Invito alla Fede e alla Sottomissione
Versetti 1-6: La sura inizia con un invito alla fede e alla sottomissione a Allah. Si afferma che coloro che credono e agiscono correttamente saranno ricompensati con il Paradiso, mentre gli increduli saranno condannati all'Inferno.

### Il Ruolo del Profeta Muhammad
Versetti 7-10: Viene esaltato il ruolo del Profeta Muhammad come messaggero di Allah e guida per l'umanità. Si afferma che il Profeta Muhammad ha portato loro la verità e la guida, e che coloro che credono in lui e lo seguono saranno guidati sulla retta via.

### L'Esperienza della Guerra Santa (Jihad)
Versetti 11-13: Viene menzionata l'esperienza della guerra santa (jihad) e la necessità di essere pronti a combattere per la causa di Allah. Si esorta i credenti alla pazienza e alla perseveranza nelle prove e negli scontri.

### L'Incredulità degli Ipocriti
Versetti 14-20: Si affronta l'ipocrisia di coloro che pretendono di credere ma non agiscono di conseguenza. Si avverte che Allah conosce il cuore degli uomini e li giudicherà secondo le loro azioni.

### La Vittoria dei Credenti
Versetti 21-26: Si predice la vittoria dei credenti sulla terra e la sottomissione di tutte le cose ad Allah. Viene esaltata la fede e la devozione dei credenti e la promessa di Allah di ricompensarli.

### Invito alla Riflessione
Versetti 27-38: Viene invitata alla riflessione sulla creazione come prova dell'esistenza e del potere di Allah. Si avverte che coloro che respingono la verità saranno condannati, mentre coloro che credono e agiscono correttamente saranno ricompensati.

## Analisi
La Sura Muhammad offre un invito alla fede, alla sottomissione e alla devozione a Allah, esaltando il ruolo del Profeta Muhammad come guida per l'umanità. Attraverso la narrazione della guerra santa (jihad) e la promessa della vittoria dei credenti, la sura incoraggia la perseveranza e la devozione nei confronti della causa di Allah.
Inoltre, la sura affronta l'ipocrisia e avverte coloro che respingono la verità che saranno condannati, mentre coloro che credono e agiscono correttamente saranno ricompensati. È un richiamo alla riflessione sulla creazione come prova dell'esistenza e del potere di Allah e alla necessità di seguire la via retta.